# Corrado Avolio
Corrado Avolio (Siracusa, 16 febbraio 1843 – Noto, 1º settembre 1905) è stato un romanziere e glottologo italiano.

## Biografia
Corrado Avolio nacque nel 1843 dal chirurgo Don Giuseppe Avolio e da Donna Francesca Giordano. Apparteneva ad una famiglia di possidenti di Noto che vantava un sacerdote (Corrado 1800-1836) e un notaio (Vincenzo 1780-1824).
Il 21 luglio del 1862 si sposa a Noto con Grazia Avolio, sua cugina. Da lei avrà 7 figli, tutti nati a Noto, rispettivamente: Concetta (27/06/1863), Elettra Carmela (31/03/1865), Ferruccio (30/10/1866), Cornelia (07/01/1869), Silvia (03/08/1870), Sesto (04/12/1872) e Settimio Severo (18/11/1874).
Nel 1860 Avolio combatté a fianco di Giuseppe Garibaldi nella battaglia di Milazzo. Studiò poi Farmacia all'Università di Catania e nel 1863, dopo aver ottenuto la laurea, iniziò l'attività di farmacista a Noto. Sarà poi il figlio Ferruccio a proseguire la carriera di farmacista. Era appassionato di lingua siciliana e dialettologia, e da autodidatta divenne un riconosciuto dialettologo. Rimase in continuo contatto epistolare con numerosi esperti linguisti del suo tempo, soprattutto con Alessandro D'Ancona, Graziadio Ascoli e Michele Amari.
Significativo il suo libro del 1882 sui dialetti siciliani. Il suo dizionario etimologico della lingua siciliana non riuscì a completarlo, a causa di una malattia che gli impedì progressivamente di lavorare, a partire dal 1900 e fino alla sua morte, giunta prematura all'età di sessantadue anni.
A Noto una strada porta il suo nome.

## Albero genealogico
|                            |   |                   | Genitori          |  |  | Nonni |  |  | Bisnonni        |  |  | Trisnonni      |  |
|                            |   |                   |                   |  |  |       |  |  | Giuseppe Avolio |  |  | Corrado Avolio |  |
|                            |   |                   |                   |  |  |       |  |  | Giuseppe Avolio |  |  | Corrado Avolio |  |
|                            |   | Anna Mingo        |                   |  |  |       |  |  | Giuseppe Avolio |  |  |                |  |
| Carmelo Avolio (1775-1833) |   |                   |                   |  |  |       |  |  | Giuseppe Avolio |  |  |                |  |
|                            |   | Antonia Bonfiglio | Corrado Bonfiglio |  |  |       |  |  |                 |  |  |                |  |
|                            |   | Antonia Bonfiglio | Corrado Bonfiglio |  |  |       |  |  |                 |  |  |                |  |
|                            |   | Antonia Bonfiglio | Giuseppa Carta    |  |  |       |  |  |                 |  |  |                |  |
| Don Giuseppe Avolio (1814) |   | Antonia Bonfiglio |                   |  |  |       |  |  |                 |  |  |                |  |
|                            |   | …                 | …                 |  |  |       |  |  |                 |  |  |                |  |
|                            |   | …                 | …                 |  |  |       |  |  |                 |  |  |                |  |
|                            |   | …                 | …                 |  |  |       |  |  |                 |  |  |                |  |
| Concetta Musso             |   | …                 |                   |  |  |       |  |  |                 |  |  |                |  |
|                            |   | …                 | …                 |  |  |       |  |  |                 |  |  |                |  |
|                            |   | …                 | …                 |  |  |       |  |  |                 |  |  |                |  |
|                            |   | …                 | …                 |  |  |       |  |  |                 |  |  |                |  |
| Corrado Avolio (1843-1905) |   | …                 |                   |  |  |       |  |  |                 |  |  |                |  |
|                            | … | …                 |                   |  |  |       |  |  |                 |  |  |                |  |
|                            | … | …                 |                   |  |  |       |  |  |                 |  |  |                |  |
|                            | … | …                 |                   |  |  |       |  |  |                 |  |  |                |  |
| Padre incerto              | … |                   |                   |  |  |       |  |  |                 |  |  |                |  |
|                            |   | …                 | …                 |  |  |       |  |  |                 |  |  |                |  |
|                            |   | …                 | …                 |  |  |       |  |  |                 |  |  |                |  |
|                            |   | …                 | …                 |  |  |       |  |  |                 |  |  |                |  |
| Donna Francesca Giordano   |   | …                 |                   |  |  |       |  |  |                 |  |  |                |  |
|                            |   | …                 | …                 |  |  |       |  |  |                 |  |  |                |  |
|                            |   | …                 | …                 |  |  |       |  |  |                 |  |  |                |  |
|                            |   | …                 | …                 |  |  |       |  |  |                 |  |  |                |  |
| Donna Giuseppa Giordana    |   | …                 |                   |  |  |       |  |  |                 |  |  |                |  |
|                            |   | …                 | …                 |  |  |       |  |  |                 |  |  |                |  |
|                            |   | …                 | …                 |  |  |       |  |  |                 |  |  |                |  |
|                            |   | …                 | …                 |  |  |       |  |  |                 |  |  |                |  |
|                            |   | …                 |                   |  |  |       |  |  |                 |  |  |                |  |

## Opere
- Canti popolari di Noto, Noto 1875, Bologna 1970, Palermo 1974, 2006
- Introduzione allo studio del dialetto siciliano. Tentativo d'applicazione del metodo storico-comparativo, Noto 1882, Palermo 1975, Sala Bolognese 1984, Santa Cristina Gela 1993, Palermo 2009
- Saggio di toponomastica siciliana, in: Supplementi periodici dell'Archivio glottologico italiano 1899; di Sebastiano Burgaretta, Noto 1937, Siracusa 1988